# Б'юелтон (Каліфорнія)
Б'юелтон (англ. Buellton) — місто (англ. city) в США, в окрузі Санта-Барбара штату Каліфорнія. Населення — 5161 особа (2020).

## Географія
Б'юелтон розташований за координатами 34°36′56″ пн. ш. 120°11′39″ зх. д. / 34.61556° пн. ш. 120.19417° зх. д. (34.615497, -120.194237).  За даними Бюро перепису населення США в 2010 році місто мало площу 4,10 км², з яких 4,10 км² — суходіл та 0,00 км² — водойми.

## Демографія
Згідно з переписом 2010 року, у місті мешкало 4828 осіб у 1761 домогосподарстві у складі 1257 родин. Густота населення становила 1178 осіб/км².  Було 1845 помешкань (450/км²).
Расовий склад населення:
| - 81,0 % — білих - 2,8 % — азіатів - 1,6 % — корінних американців - 0,8 % — чорних або афроамериканців - 0,1 % — вихідців з тихоокеанських островів - 8,8 % — осіб інших рас |

До двох чи більше рас належало 4,9 %. Частка іспаномовних становила 30,1 % від усіх жителів.
За віковим діапазоном населення розподілялося таким чином: 25,4 % — особи молодші 18 років, 61,4 % — особи у віці 18—64 років, 13,2 % — особи у віці 65 років та старші. Медіана віку мешканця становила 39,1 року. На 100 осіб жіночої статі у місті припадало 95,5 чоловіків;  на 100 жінок у віці від 18 років та старших — 94,2 чоловіків також старших 18 років.
Середній дохід на одне домашнє господарство  становив 82 309 доларів США (медіана — 71 667), а середній дохід на одну сім'ю — 97 362 долари (медіана — 84 289). Медіана доходів становила 58 221 долар для чоловіків та 51 175 доларів для жінок. За межею бідності перебувало 5,6 % осіб, у тому числі 0,0 % дітей у віці до 18 років та 8,6 % осіб у віці 65 років та старших.
Цивільне працевлаштоване населення становило 2708 осіб. Основні галузі зайнятості: освіта, охорона здоров'я та соціальна допомога — 20,8 %, мистецтво, розваги та відпочинок — 19,9 %, виробництво — 14,4 %, роздрібна торгівля — 12,5 %.